# Перминов, Дмитрий Сергеевич
Пе́рминов Дми́трий Серге́евич (род. 3 апреля 1979 года, Омск) — российский политик. Сенатор Российской Федерации  от Законодательного собрания Омской области (с 2021 года), вошёл в состав Комитета Совета Федерации по обороне и безопасности. 
Депутат Государственной думы Федерального Собрания Российской Федерации VII созыва (2016 ― 2021). Герой Российской Федерации (1999).
Из-за поддержки российско-украинской войны — под санкциями 27 стран ЕС, Великобритании, США, Канады, Швейцарии, Австралии, Украины, Новой Зеландии.

## Биография
Родился 3 апреля 1979 года в Омске. В 1994 году окончил школу и поступил в Омский техникум железнодорожного транспорта. По его окончании в 1998 году получил специальность машиниста электровоза, был призван на срочную службу в российскую армию. Служил в Волгоградской области в частях военной разведки. В 1999 году оказался на территории Дагестана, где в тот момент шли боевые действия. Группа разведчиков, в составе которой был Перминов, оказалась в окружении противника на горе Чабан. Увидев, что на спину одному из сослуживцев упала граната, Перминов схватил её и выбросил за бруствер, но взрывом ему оторвало кисть правой руки. Позже на помощь окружённым пришёл отряд спецназа «Русь». Перминов за то, что спас своих товарищей, был награждён званием Героя Российской Федерации с вручением знака особого отличия — медали «Золотая Звезда» (№ 499).
В 2004 году Перминов окончил Омскую академию Министерства внутренних дел Российской Федерации и остался работать на кафедре гражданско-правовых дисциплин преподавателем. В 2006 году сдал кандидатский минимум и поступил в адъюнктуру. В том же году стал председателем правления Омской региональной общественной организации Героев Советского Союза, Героев России, полных кавалеров ордена Славы «Звезда» (ОРОО Героев «Звезда»). 11 марта 2007 года был избран депутатом Законодательного собрания Омской области, причём стал одним из самых молодых омских парламентариев. В 2008 году возглавил Совет региональной организации «Общественная коалиция Омской области».
C 2016 по 2021 годы — депутат Государственной Думы Российской Федерации седьмого созыва. Член комитета по безопасности и противодействию коррупции.
Из-за поддержки российской агрессии и нарушения территориальной целостности Украины во время российско-украинской войны находится под персональными международными санкциями разных стран. С 9 марта 2022 года находится под санкциями всех стран Европейского союза. С 15 марта 2022 года находится под санкциями Великобритании. С 30 сентября 2022 года находится под санкциями Соединенных Штатов Америки. С 23 марта 2022 года находится под санкциями Канады. С 16 марта 2022 года находится под санкциями Швейцарии. С 21 апреля 2022 года находится под санкциями Австралии. Указом президента Украины Владимира Зеленского от 7 сентября 2022 находится под санкциями Украины. С 3 мая 2022 года находится под санкциями Новой Зеландии.

## Спорт
- Неоднократный призёр и чемпион Омской академии МВД России и Омской области (среди силовых структур) по рукопашному бою.
- Омич-факелоносец Олимпиады Сочи-2014.

## Награды и звания
- Герой Российской Федерации (22 октября 1999 года).
- Медали Российской Федерации.
- Орден «За заслуги перед Республикой Дагестан» (12 сентября 2024 года)[5].
- Старший лейтенант МВД.